# 568 Collins Street
El 568 Collins Street es un rascacielos modernista ubicado en Melbourne, Australia. Con 224 metros, es el décimo edificio más alto de esa ciudad.

## Características
El edificio fue propuesto por primera vez en 2011 y luego aprobado por el Gobierno a principios de 2012. La construcción comenzó a mediados de ese año y terminó en 2014. Es el décimo edificio más alto de Melbourne y el 24° de Australia.
La torre incluye 588 apartamentos residenciales que abarcan 69 pisos, así como oficinas. Fue diseñada por el estudio Bruce Henderson Architects. Esta firma ya había construido en Melbourne torres de más de 100 m como el Rockmans Regency Tower o The Sebel Suites.
Se encuentra adyacente a la estación de Southern Cross, una de las más importantes de la zona, y en las cercanías del estadio Docklands, que se utiliza sobre todo para jugar fútbol australiano. 